# 托尔比约恩·克里斯托弗森
托尔比约恩·克里斯托弗森（挪威語：Torbjørn Kristoffersen，1892年5月4日—1986年4月14日），挪威男子竞技体操运动员。他曾代表挪威获得1920年夏季奥运会体操比赛男子团体自由式银牌。